# SS Pennsylvanian
Pour les autres navires du même nom, voir USS Pennsylvania et USS Scranton.
Le SS Pennsylvanian est un cargo construit en 1913 pour l'American-Hawaiian Steamship Company. Pendant la Première Guerre mondiale, il est réquisitionné par United States Navy pour servir de navire de transport sous l’appellation USS Pennsylvanian (ID-3511) puis USS Scranton (ID-3511) avant de retourner à son propriétaire.
Le Pennsylvanian est construit par la Maryland Steel Company pour l'American-Hawaiian Steamship Company, tout comme huit sisterships. Après sa mise en service, il est employé dans le service inter-côtier via l'isthme de Tehuantepec et le canal de Panama après son ouverture. C’est d’ailleurs l'un des deux premiers navires à emprunter  le canal via l’entrée atlantique en août 1914. À la fin de la Première Guerre mondiale, le navire transporte des fournitures et des animaux vers la France. Après l'armistice, il est chargé du transport des troupes et ramène les soldats américains depuis la France vers les États-Unis. 
En 1919, le navire retourne à ses propriétaires d'origine et reprend le service de fret durant une vingtaine d’années. Au début de la Seconde Guerre mondiale, le navire est à nouveau réquisitionné pour l'armée par l'administration maritime de guerre américaine. Il est chargé de convoyer du fret par la liaison New York-Caraïbes et les routes transatlantiques. À la mi-juillet 1944, le Pennsylvanian est sabordé afin de servir de brise-lames pour l'un des ports artificiels Mulberry construits pour soutenir la bataille de Normandie.